# アダルベルト・ギロヴェッツ
アダルベルト・マティアス・ギロヴェッツ（Adalbert Matthias Gyrowetz, 1763年2月20日（2月19日説も） チェスキー・ブジェヨヴィツェ České Budĕjovice - 1850年3月19日 ウィーン）は、ボヘミア出身のウィーン古典派の作曲家、指揮者、法律家。チェコ語名はヴォイチェフ・マティアーシュ・イーロヴェツ（Vojtĕch Matyáš Jírovec）。

## 生涯
合唱指揮者の父親から、ヴァイオリン、クラヴィーア、作曲の手ほどきを受ける。プラハで法学を学ぶかたわら語学も学ぶが、経済的理由で学業を切り上げ、フランツ・フォン・フュンフキルヒェン伯爵の不動産の管理人として働く。しかしながら楽才を同伯爵に認められ、伯爵の宮廷楽団で演奏するようになるとともに、いくつかの習作的な交響曲を伯爵に献呈する。
その後、イタリアからフランス、イギリスへとグランド・ツアーに旅立つ。1785年から1786年の変わり目にウィーンを訪れる。ディッタースドルフやハイドン、アルブレヒツベルガーらを訪ねて、とりわけハイドンに熱烈に心酔するが、同時にモーツァルトとも親交を結ぶ。モーツァルトは作者の名を明かさずにギロヴェッツの交響曲を上演し、演奏終了後に歓呼の声が上がるや、すかさず真の作者の名を明かしてギロヴェッツを紹介するといった粋な計らいもおこなった。モーツァルトと相談の末にイタリア留学を敢行、2年間のナポリ滞在中にパイジェッロらに師事し、《6つの弦楽四重奏曲》を作曲。これらはギロヴェッツ本人も知らぬ間にパリで海賊出版された。その後パリに移ると、自作の交響曲がハイドン名義で出版されていることを知る。くだんの弦楽四重奏曲が大人気となり、新作の委嘱が殺到したため、パリに定住して、作曲家として多産な時期を迎えた。
しかしフランス革命が勃発して、外国人にとって心安い土地ではなくなったことから、1790年にドーヴァー海峡を渡ってロンドンに行き、3年間をその地で過ごす。イギリス時代も相変わらず成功の日々であった。1791年のハイドンのイギリス再訪問の際には、ハイドンの上流階級への紹介を惜しまなかった。この頃オペラ作曲の依頼もあったが、依頼主の劇場が火災に遭ったために、序曲しか完成させなかった。
1792年に帰国の途に着き、ウィーンに定住する。1804年よりウィーン宮廷歌劇場の副楽長に就任し、これを機に器楽曲の作曲家から、バレエ音楽やジングシュピール、オペラなど、舞台音楽の作曲家へと変貌を遂げ、器楽曲を書き飛ばすようになる。オペラ・セリア《アグネス・ソレル》はウィーンで124回の上演を重ね、その後30年の間ヨーロッパのレパートリーにとどまった。
1831年に宮廷楽長の職を退き、大邸宅を手に入れ、1848年には自叙伝を執筆した。
30曲のオペラ（ジングシュピール含む）、28曲のバレエ音楽、約40の交響曲、5つの協奏交響曲、2つのピアノ協奏曲、少なくとも40の弦楽四重奏曲、46のピアノ三重奏曲、ほぼ100曲の声楽曲、11曲のミサ曲、2つの晩課祷など。出版作品も数多い。
人脈から明らかなように、ギロヴェッツはウィーン古典派音楽の伝統に根ざしていたが、同時代の趣味の変化を感じ取って、ロマン派音楽の特色を取り入れた。それを巧みにこなせたのは、モーツァルトと親交を結んで、その趣味を消化できたような、ギーロヴェッツの柔軟な能力によるところが大きい。モーツァルトやハイドンを尊敬しただけでなく、ベートーヴェン（とりわけその後期作品に対して評価を惜しまなかった）を支持してその葬儀にも駆けつけたり、1818年にショパン少年が（ギロヴェッツの協奏曲を弾いて）ウィーン・デビューを果たした際には、激励を送るなど、新しい時代の音楽に対して開明的な姿勢を取り続けた。
こんにちでは、モーツァルトの影響と趣味の良さを感じさせるフルート四重奏曲と弦楽四重奏曲が再評価されつつある。